# ژان ماری شارل آبادی
ژان ماری شارل آبادی (فرانسوی: Jean Marie Charles Abadie‎؛ ۲۵ مارس ۱۸۴۲ – ۲۹ ژوئن ۱۹۳۲) یک چشم‌پزشک اهل فرانسه بود.
او در یافتن راهکار درمانی برای آب‌سیاه و تراخم نقش داشت و یک علامت تشخیصی برای گواتر برون‌چشمی به نام نشانه آبادی کشف نمود. وی همچنین ابداع‌کننده روش تزریق الکل به‌درون «عقدهٔ عصبی سه‌قلو» برای درمان نورالژی عصب سه‌قلو بود.
وی همچنین برندهٔ جوایزی همچون شوالیه لژیون دونور شده‌است.